# Sachiko Kojima
Sachiko Kojima (em japonês: 小島幸子|Kojima Sachiko) é um seiyū do Japão, mais conhecido por dublar Naruto na fase adolescente. Nasceu em 18 de janeiro de 1979 em Chiba, Japão e trabalha para a Mausu Promotion.